# San Antonio Buenavista
San Antonio Buenavista es una localidad del estado mexicano de Chiapas. Es parte del municipio de La Independencia.

## Toponimia
El nombre «San Antonio» hace referencia al santo patrono de la localidad: San Antonio Abad.

## Demografía
| Gráfica de evolución demográfica |
|                                  |

| Censo | Población |
| ----- | --------- |
| 1990  | 1 117     |
| 2000  | 1 462     |
| 2010  | 1 887     |
| 2020  | 2 075     |